# Galumna delectum
Galumna delectum är en kvalsterart som beskrevs av Pérez-Íñigo och Baggio 1996. Galumna delectum ingår i släktet Galumna och familjen Galumnidae. Inga underarter finns listade i Catalogue of Life.